# Fasta
Fasta var en forening for rollespil, der var baseret i Århus; den blev opløst i 2002. Den var i 1986 ophav til rollespilskongressen Fastaval, som blev arrangeret af foreningen fra 1986 til 2002; ved Fastas opløsning overtog foreningen Alea ansvaret for kongressen. 
Navnet Fasta kom sig af FAntasi-Strategi-TAktik. 
Ud over rollespil havde Fasta også et betragteligt islæt af brætspil, figurspil, samlekortspil m.v.